# Tillandsia filifolia
Tillandsia filifolia là một loài thuộc chi Tillandsia. Đây là loài bản địa của Costa Rica và México.